# Cheirolophus benoistii
Cheirolophus benoistii là một loài thực vật có hoa trong họ Cúc. Loài này được (Humbert) Holub mô tả khoa học đầu tiên năm 1973.